# سقيفة

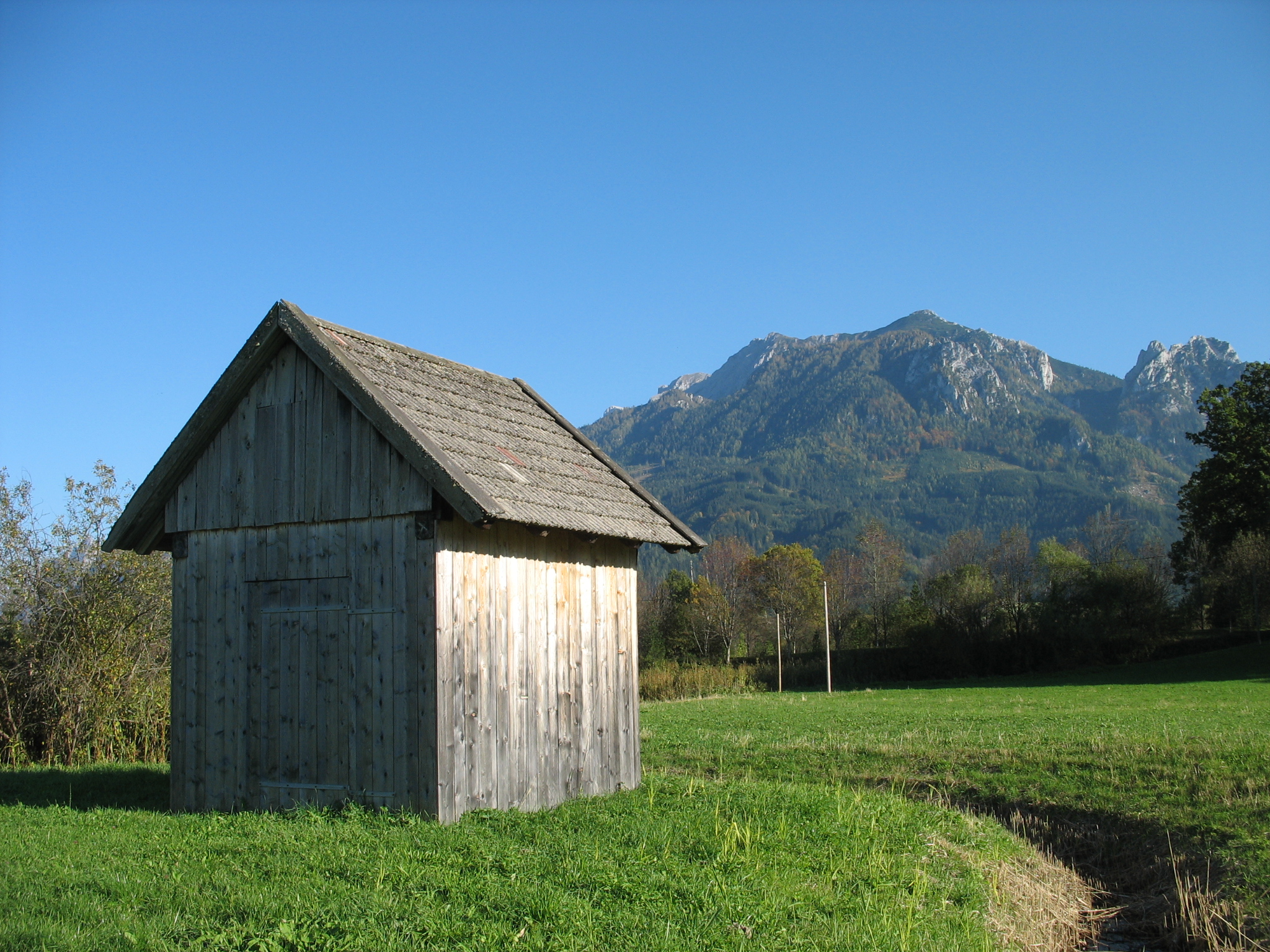
منزل معزول

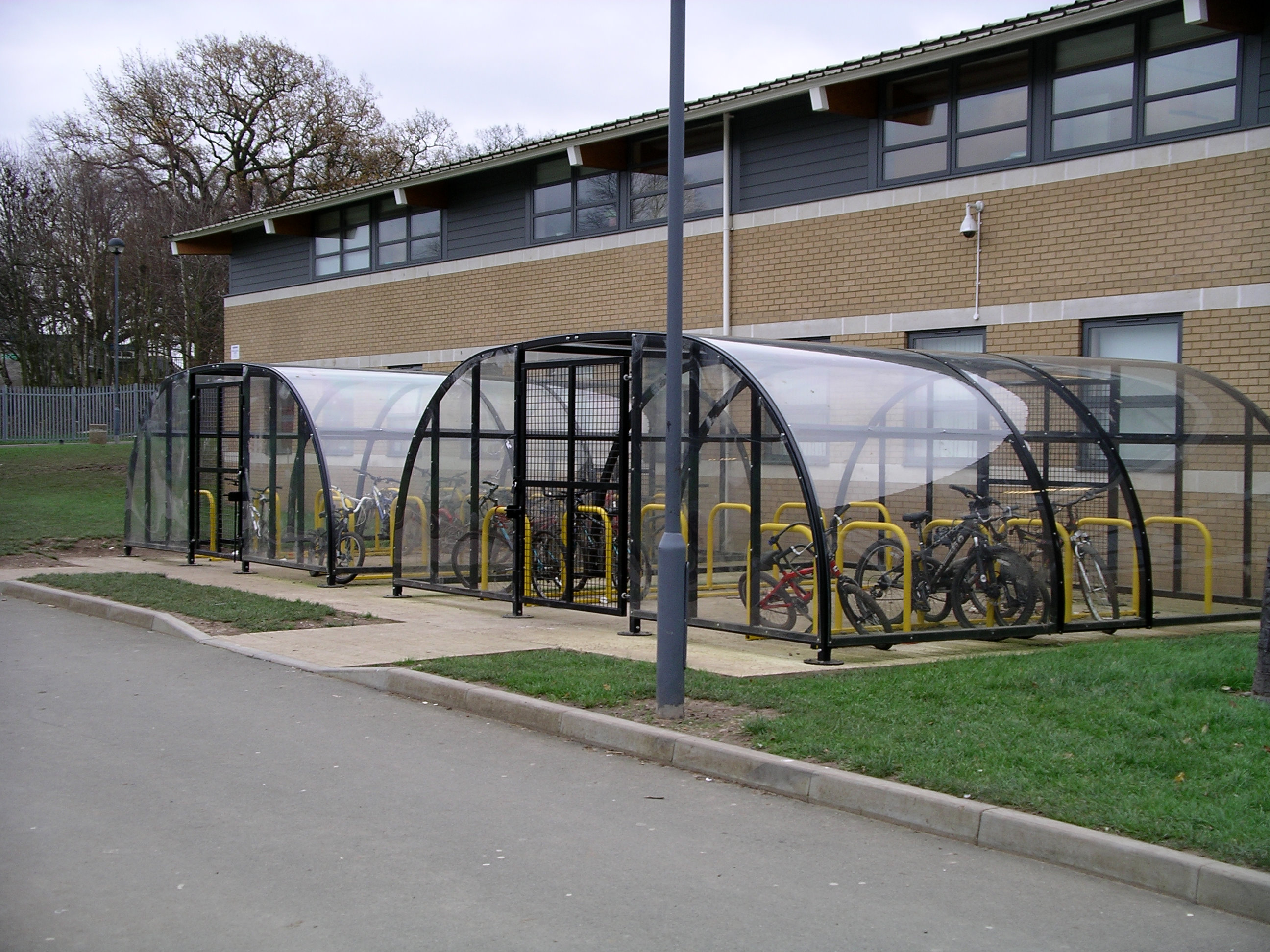
سقيفة

السقيفة أو البيت المعزول هو بناء أو ملجأ صغير من طابق واحد يكون معزولاً وحده في العراء، أو وحده في الحدائق بجانب المنازل الضخمة، بغرض تخزين الأدوات أو ملاذاً لورشة العمل أو جعلها للمنافذ الكهربائية أو لأعمال أخرى، يختلف الهيكل البنائي له، حيث أحياناً يُبنى من الطوب أو من الخشب، تكثر أشكال هذه السقائف في الحظائر والمزارع، وكذلك تُعتبر المظلات كسقيفة لاستظلال المركبات بها.